# Club Deportivo Atlético Paso
El Club Deportivo Atlético Paso es un club de fútbol del municipio de El Paso, La Palma. En la temporada 2025-26 jugará en Tercera Federación tras el descenso en la temporada anterior.

## Historia
El Club Deportivo Atlético Paso se fundó el 17 de junio de 1952. Tras la fundación, el Atlético Paso se alzó con el primer título de Campeón de Liga Insular, en la temporada 1953-54. Este logro quedó perpetuado en la memoria de los aficionados durante décadas. Así, transcurrieron los años hasta que en la temporada 1975-76 el club se proclamó campeón insular de segunda categoría, disputando la liguilla de ascenso a la primera categoría regional, aunque no logró el salto de categoría. 
En la temporada 1978-79 obtuvo nuevamente el campeonato insular de segunda categoría, logrando el ascenso a la primera categoría regional. Por primera vez el Atlético Paso compitió en una liga interinsular. Con la creación del Grupo Canario de la Tercera División se produjo una reestructuración en el fútbol provincial y, en la campaña 1980-81, quedó encuadrado en la Primera categoría Preferente tinerfeña.
La temporada 1987-88 constituyó un hito histórico, consiguiendo por primera vez el ascenso a Tercera División Nacional, categoría en la que permaneció dos temporadas. En 1994-95 el subcampeonato Preferente llevó al club a disputar nuevamente el ascenso a Tercera División, pero finalmente no consiguió el objetivo, descendiendo de nuevo a Preferente, categoría más repetida por el club palmero, pues ha disputado treinta temporadas en ella, lo que lo coloca como el segundo club con más años en dicha categoría en todo el archipiélago de Canarias, tras el Real Unión de Tenerife Club de Fútbol.
En la campaña, 1995-96, obtuvo el campeonato Preferente y logró el ascenso de vuelta a la Tercera División Nacional, donde permaneció 2 temporadas hasta el año 1998. En la temporada 2013-14 se estableció un grupo de Primera Preferente en la isla de La Palma, lo que supuso, un paso hacia atrás para el fútbol palmero. Tuvieron que transcurrir otras seis temporadas para que el equipo pudiese lograr nuevamente el ascenso en el año 2019.
Tras mantenerse 3 años seguidos en Tercera división , en la temporada 2021-22 consiguió el ascenso a Segunda Federación por primera vez en su historia después de quedar campeón del grupo canario de Tercera Federación española, a pesar de las dificultades acaecidas por la erupción volcánica de 2021 en el municipio de El Paso, siendo esta la categoría más alta en la que ha competido hasta la actualidad.
En la temporada de debut en la cuarta categoría del fútbol español la 2022-23, logro una meritoria 11.ª posición, además debutó en Copa del Rey ante el Real Murcia, al que sorprendió eliminando a un histórico del fútbol español en el estadio de El Paso en la tanda de penaltis, ya en segunda ronda se enfrentaron al R. C. D. Espanyol, contra el que cayeron eliminados. En 2024, su segunda temporada en categoría nacional, obtuvieron un 5.º puesto que les dio acceso al playoff de ascenso a primera RFEF, en el que fueron derrotados por el Barakaldo. En esta temporada disputaron el derbi palmero contra el C. D. Mensajero en liga, siendo la primera vez que se producía un derbi de la isla de La Palma en esta categoría. En la temporada 2024-25 volvieron a disputar la Copa del Rey, en este caso siendo eliminados en primera ronda ante el Eldense de segunda división.

## Derbis
El club ha mantenido una gran rivalidad con los grandes representantes futbolísticos del Valle de Aridane tales como el Club Deportivo Victoria, el Unión Deportiva Los Llanos o el desaparecido Unión Deportiva Aridane. A nivel municipal los grandes rivales han sido el Unión Centro Club de Fútbol, ya desaparecido, y el Club Deportivo La Rosa.

## Estadio
El Club Deportivo Atlético Paso juega sus encuentros como local en el Estadio Municipal de El Paso, con capacidad para unos 5000 espectadores. Este campo fue inaugurado en 1955 y en 1972 se produjo el cerramiento de gradas. Cuenta con césped artificial desde el año 2003.

## Uniforme
- Local: camiseta verde con detalles negros dependiendo de la temporada, el pantalón es negro y las medias negras.
- Visitante: Completamente roja incluido pantalones y medias

## Todas las temporadas
| Temporada | División     | Posición    | Copa        |
| --------- | ------------ | ----------- | ----------- |
| 1952-53   | 2.ª Regional | 5.º         |             |
| 1953-54   | 1.ª Regional | 1.°         |             |
| 1954-55   | 1.ª Regional | 2.º         |             |
| 1955-56   | 1.ª Regional | 8.º         |             |
| 1956-57   | 1.ª Regional | 4.º         |             |
| 1957-58   | 1.ª Regional | 8.º         |             |
| 1958-59   | 1.ª Regional | 5.º         |             |
| 1959-60   | 1.ª Regional | 4.º         |             |
| 1960-61   | 1.ª Regional | 5.º         |             |
| 1961-62   | 1.ª Regional | 5.º         |             |
| 1962-63   | 1.ª Regional | 6.º         |             |
| 1963-64   | No compitió  | No compitió | No compitió |
| 1964-65   | No compitió  | No compitió | No compitió |
| 1965-66   | 2.ª Regional | 3.º         |             |
| 1966-67   | 2.ª Regional | 7.º         |             |
| 1967-68   | 2.ª Regional | 2.º         |             |
| 1968-69   | 2.ª Regional | 4.º         |             |
| 1969-70   | 2.ª Regional | 4.º         |             |
| 1970-71   | 2.ª Regional | 5.º         |             |
| 1971-72   | 2.ª Regional | 7.º         |             |
| 1972-73   | 2.ª Regional | 4.º         |             |
| 1973-74   | 2.ª Regional | 5.º         |             |
| 1974-75   | 2.ª Regional | 5.º         |             |
| 1975-76   | 2.ª Regional | 1.º         |             |
| 1976-77   | 2.ª Regional | 2.º         |             |
| 1977-78   | 2.ª Regional | 4.º         |             |
| 1978-79   | 2.ª Regional | 1.º         |             |
| 1979-80   | 1.ª Regional | 9.º         |             |
| 1980-81   | Preferente   | 12.º        |             |
| 1981-82   | Preferente   | 11.º        |             |
| 1982-83   | Preferente   | 12.º        |             |
| 1983-84   | Preferente   | 12.º        |             |
| 1984-85   | Preferente   | 14.º        |             |
| 1985-86   | 1.ª Regional | 2.º         |             |
| 1986-87   | Preferente   | 8.º         |             |
| 1987-88   | Preferente   | 1.º         |             |
| 1988-89   | 3.ª División | 13.º        |             |

| Temporada | División       | Posición | Copa          |
| --------- | -------------- | -------- | ------------- |
| 1989-90   | 3.ª División   | 17.º     |               |
| 1990-91   | Preferente     | 9.º      |               |
| 1991-92   | Preferente     | 10.º     |               |
| 1992-93   | Preferente     | 13.º     |               |
| 1993-94   | Preferente     | 4.º      |               |
| 1994-95   | Preferente     | 2.º      |               |
| 1995-96   | Preferente     | 1.º      |               |
| 1996-97   | 3.ª División   | 17.º     |               |
| 1997-98   | 3.ª División   | 20.º     |               |
| 1998-99   | Preferente     | 16.º     |               |
| 1999-00   | 1.ª Regional   | 1.º      |               |
| 2000-01   | Preferente     | 13.º     |               |
| 2001-02   | Preferente     | 17.º     |               |
| 2002-03   | 1.ª Regional   | 1.º      |               |
| 2003-04   | Preferente     | 8.º      |               |
| 2004-05   | Preferente     | 10.º     |               |
| 2005-06   | Preferente     | 17.º     |               |
| 2006-07   | Preferente     | 9.º      |               |
| 2007-08   | Preferente     | 16.º     |               |
| 2008-09   | 1.ª Regional   | 2.º      |               |
| 2009-10   | Preferente     | 11.º     |               |
| 2010-11   | Preferente     | 11.º     |               |
| 2011-12   | Preferente     | 5.º      |               |
| 2012-13   | Preferente     | 6.º      |               |
| 2013-14   | Preferente     | 1.º      |               |
| 2014-15   | Preferente     | 1.º      |               |
| 2015-16   | Preferente     | 1.º      |               |
| 2016-17   | Preferente     | 2.º      |               |
| 2017-18   | Preferente     | 1.º      |               |
| 2018-19   | Preferente     | 2.º      |               |
| 2019-20   | 3.ª División   | 5.º      |               |
| 2020-21   | 3.ª División   | 8.º      |               |
| 2021-22   | 3.ª Federación | 1.º      |               |
| 2022-23   | 2.ª Federación | 11.º     | Segunda ronda |
| 2023-24   | 2.ª Federación | 5.º      |               |
| 2024-25   | 2.ª Federación | 18.º     | Primera ronda |
| 2025-26   | 3.ª Federación |          |               |

- Ascenso.
- Descenso.
- Temporadas en Segunda Federación: 3
- Temporadas en Tercera División: 7
- Temporadas en Preferente: 31
- Temporadas en Primera Interinsular: 15
- Temporadas en Segunda Interinsular: 15

## Palmarés
- Tercera Federación (1): 2021-22
- Preferente (6): 1987-88, 1995-96, 2013-14, 2014-15, 2015-16 y 2017-18
- Primera Regional (3): 1953-54, 1999-00 y 2002-03